# Solymár Károly
Solymár Károly, Stolmár (Isztimér, 1894. december 23. – Foksány, 1945. szeptember) válogatott sportoló, olimpikon, sikeredző, sportszervező, sportvezető. A gátfutás magyar bajnoka, a Ferencváros Örökös Bajnoka, a dorogi sportélet kiemelkedő alakja.

## Életútja
Stolmár (később Solymár) Károly 1894. december 23-án született a Fejér vármegyei Isztiméren. Érdeklődése a sport irányába vitte. Már egész fiatalon megmutatkozott a tehetsége. A Ferencváros atlétája lett és országos bajnoki címet nyert gátfutásban. Sikerei fokozódtak, amikor kiharcolta az indulás jogát a stockholmi 1912-es olimpián, ahol a középdöntőig jutott. Közvetlenül az olimpiai szereplés előtt hivatali javaslatra vette fel a Solymár nevet.
Az első világháborúban a frontra került, majd hadifogságba esett. A fogolytáborban kitartóan tréningezett és edzésbe tartotta magát, amelyről a korabeli Nemzeti Sport is beszámolt. A háború után folytatta sikeres sportkarrierjét, elnyerte a Ferencváros Örökös Bajnoka címet. 1927-ben Dorogra költözött, ahol bekapcsolódott a helyi sportéletbe. Hamarosan edzőként és sportszervezőként is tevékenykedett. Előbb  az atlétikai szakosztályt vezette, majd irányítása alá került a többi akkori szakosztály is, mint az úszók és a labdarúgók. Az atléta tanítványok közül Fekete Imre és Somló Lajos olimpikonok lettek, Szegedi Ferenc pedig szintén nemzetközi hírű sportolóvá vált. Sikeres és eredményes sporttevékenységéről Schmidt Sándor, az akkori dorogi bányaigazgató, egyben a település egyik legbefolyásosabb személye elragadtatással beszélt és a támogatásáról biztosította. Schmidt bányaigazgató maga is gyakori látogatója volt a dorogi sportrendezvényeknek.
Rövidesen kinevezést kapott, mint a sportcentrum gondnoka, egyben ő volt az egyetlen fizetett alkalmazottja a dorogi klubnak. Mint labdarúgóedző, bajnoki címet nyert a csapattal 1932-ben. Fáradhatatlanul munkálkodott a dorogi versenysportért, amely ekkoriban meglehetősen nagy hírnévre tett szert, egyben szívügyének tartotta az iskolai- és a tömegsportot is. Gyakran szervezett tornaversenyeket, tornabemutatókat az iskolák részére, amelyek igen népszerűek lettek. Egyik főszervezője volt az olimpiai láng Dorogra érkezésének tiszteletére rendezett ünnepségnek, illetve az olimpiai láng méltó fogadásában. Munkásságának és a dorogi sportéletbe vetett hitének is köszönhető, hogy a kis bányásztelepülés olyan virágzó sportegyesületet és a hozzátartozó létesítménnyel büszkélkedett, amely bármelyik nagyvárosnak is a dicsőségére válna. A klub 25 éves évfordulóján elégedetten tekinthetett az eredményekre: válogatott és olimpikon labdarúgók, úszók, atléták, valamint az ország egyik legkiemelkedőbb birkózó csapata, továbbá egy új sportág alapjai is már megjelent, a természet szakosztály révén.
Az idillnek azonban véget vetett a második világháború. Ezúttal sem kerülte el a katonai szolgálatot. A keleti frontra került és orosz hadifogságba esett. A Romániában lévő Foksány hadifogolytáborba került és vesztette életét. Halálának pontos ideje nem ismert, csak valószínűsíthető, amely alapján 1945 szeptemberére tehető.

## Magánélete
Dorogon nősült 1928-ban. Felesége, Csillag Kornélia, gyémántokleveles pedagógus. Gyermekei Dorogon születtek és már Solymár néven lettek anyakönyvezve. Judit lánya (1931) okleveles gépészmérnök, az egyik legelkötelezettebb lelkes dorogi lokálpatrióta. Hivatásában a Dorogi Szénbányák dolgozója volt, számtalan szakmai publikáció szerzője. Helytörténet-kutatóként is rengeteg írása, dolgozata jelent meg Dorogról. Többek között a Dorogi lexikon egyik főszerkesztője, valamint a Dorogi Bányász Emlékház létrehozója és üzemeltetője. Fia, Dr. Solymár Károly (1934) Aranyokleveles vegyészmérnök, tervező és kutató. Családjával a dorogi sportszékház első emeletén kialakított szolgálati lakásban élt, ahol jelenleg a Dorogi Sportmúzeum található.